# Мамедов, Ягуб Мамед оглы
Ягуб Мамедов Мамед оглы (азерб. Yaqub Məmməd oğlu Məmmədov; 5 мая 1930, Агджабединский район — 5 июля 2002, Баку) — азербайджанский ханенде, певец. Народный артист Азербайджанской ССР (1990).

## Биография
Ягуб Мамедов родился 5 мая 1930 года в Агджабединском районе. Представитель среднего поколения Карабахской школы мугама во второй половине XX века. Получил профессиональное музыкальное образование в Азербайджанском государственном музыкальном училище.
Под руководством известных ханенде Сеид Шушинского и Муталлима Муталлимова он изучил дестгяхи мугама и искусство ханенде, а также приобрел глубокие знания в области музыки и поэзии.
Владел знанием всех мугамских дестгяхов, глубоко понимал азербайджанскую поэзию. Ягуб Мамедов с 1958 года работал солистом в Азербайджанской государственной филармонии и выступал на концертах. Его интерпретации мугамных дестгяхов на граммофонных пластинках были известны во всем Ближнем и Среднем Востоке.
Ягуб Мамедов умер 5 июля 2002 года в городе Баку.

## Награды
- Почетное звание Заслуженный артист Азербайджанской ССР  — 1 декабря 1982 года [3]
- Почетное звание Народный артист Азербайджанской ССР — 29 октября 1990 года[4]
- Орден «Слава» — 3 декабря 2001
- Персональная пенсия Президента Азербайджанской Республики — 11 июня 2002[5]